# Ceroplesis sumptuosa
Ceroplesis sumptuosa es una especie de escarabajo longicornio del género Ceroplesis, subfamilia Lamiinae. Fue descrita científicamente por Pascoe en 1875.
Se distribuye por Angola, Malaui, Zimbabue y República de Sudáfrica (Transvaal). Mide 24-33,75 milímetros de longitud. El período de vuelo de esta especie ocurre en los meses de enero, marzo y noviembre.